# Willem de Vries (organist)
Willem de Vries (Amsterdam, 8 juli 1871 – Nijmegen, 12 februari 1936) was een Nederlands organist en klokkenist.

## Willem de Vries
Hij was zoon van Johanna Jacoba Gijselaar en organist Simon Reinier de Vries, wonende aan de Bloemgracht. Broer Hendrik de Vries was eveneens organist. Hijzelf trouwde in 1901 in Amsterdam met Aafje Schilderman; het huwelijk leverde voor zover bekend één dochter Jo op. Het echtpaar lag/ligt begraven op begraafplaats Rustoord.
Willem de Vries kreeg zowel les van zijn vader als van zijn broer. Hij bespeelde enige tijd het orgel van de “Nieuwe Waalse Kerk in zijn geboortestad. Hij werd daarop musicus te Nijmegen. Hij bespeelde als opvolger van zijn broer het orgel van de Grote of Sint-Stevenskerk, was in Nijmegen klokkenist en pianoleraar aan de Muziekschool van de Maatschappij tot Bevordering der Toonkunst in die stad. Hij trad als pianist op in en om Nijmegen, waarbij hij ook speelde op enkele sonateavonden met violist Adrianus Marinus van Beuge.
Ook op bestuurlijk vlak was hij actief. Hij was voorzitter van de Nederlandse Organisten Vereniging (zijn vrouw was er erelid) en de Nijmeegse afdeling van de Koninklijke Nederlandse Toonkunstenaars Vereniging (zijn vrouw was er lid).

## Aafje Schilderman
Aafje Catharina Schilderman (Nieuwe Pekela, 1878 - Nijmegen, 1960) werd een bekende zangeres in Nijmegen en omstreken. Zij overleefde haar man voor 24 jaar. In haar leven was ze bekend sopraan en zangpedagoge, waarvan Nanda Gerretsen het bekendst werd. Als zangeres kreeg ze ooit een uitnodiging om te komen zingen op de Bayreuther Festspiele. Zij gaf leiding aan het hervormde kerkkoor in Nijmegen (dat de NCRV haalde), maar zong ook zelf tijdens kerkdiensten, waaronder cantates van Johann Sebastian Bach. Haar laatste levensjaren bracht ze door in tehuis Julianaoord, maar overleed in het Wilhelminaziekenhuis. 

## Jo de Vries
Dochter Johanna Jacoba de Vries (Nijmegen, 1902 – Padborg, 1945) was medewerkster bij Organon in Oss. Ze verleende tijdens de Tweede Wereldoorlog daden van verzet en werd tijdens een van de razzia’s van de Duitse bezetter opgepakt en afgevoerd naar één van de kampen in Duitsland (Neugamme, Ravensbruck). Tijdens de ontruiming van die kampen tijdens de opmars van geallieerden werd ze opnieuw op transport gezet (dodenmarsen) en vermoedelijk tijdens zo’n transport bevrijd. Ze was echter dermate verzwakt dat ze tijdens een reddingstransport naar Helsingborg in Zweden nabij Padborg overleed. Ze werd begraven op het ereveld van Vestre Gravlund in Oslo. 